# نیمریتس
نیمریتس (به آلمانی: Nimritz) یک شهر در آلمان است که در زاله-ارلا واقع شده‌است. نیمریتس ۳۲۶ نفر جمعیت دارد.